# نهائي كوبا ليبرتادوريس 2011
نهائي كأس ليبرتادوريس 2011 هو النهائي الثاني والخمسون من بطولة كأس ليبرتادوريس، البطولة التي ينظمها اتحاد أمريكا الجنوبية لكرة القدم (كونميبول).
لُعب النهائي بنظام الذهاب والإياب وجمع بين بنيارول الأوروغواياني وسانتوس البرازيلي. أُقيمت مباراة الذهاب على ملعب سنتيناريو في مونتفيدو يوم 15 يونيو 2011، بينما لُعبت مباراة الإياب على أرضية ملعب باكايمبو في مدينة ساو باولو يوم 22 يونيو 2011.
تأهل الفائز بكوبا ليبرتادوريس 2011 لكأس العالم للأندية 2011 كممثل لاتحاد أمريكا الجنوبية لكرة القدم، شارك في المنافسة ابتداءًا من الدور نصف النهائي. كما حصل على حق اللعب ضد الفائز بكوبا سود أمريكانا 2011 في ريكوبا سودأمريكانا 2012.
فاز سانتوس على نظيره بنيارول بنتيجة 2–1 في المجموع،  ليحقق لقب البطولة للمرة الثالثة في تاريخه.

## عن الفريقين
| الفريق  | نهائيات سابقة (الخط العريض يشير لسنة الفوز)          |
| ------- | ---------------------------------------------------- |
| بنيارول | 1960, 1961, 1962، 1965, 1966, 1970, 1982, 1983, 1987 |
| سانتوس  | 1962, 1963, 2003                                     |

## مباراة الذهاب

### التفاصيل
| بنيارول | 0–0   | سانتوس |
| ------- | ----- | ------ |
|         | تقرير |        |

## مباراة الإياب

### التفاصيل
| سانتوس                   | 2–1   | بنيارول          |
| ------------------------ | ----- | ---------------- |
| - نيمار 47' - دانيلو 69' | تقرير | دورفال 80' (ه.ذ) |